# Florian Krenkel
Florian Krenkel (* 17. Februar 2001 in Böblingen) ist ein deutscher Volleyballspieler.

## Karriere
Krenkel begann seine Karriere beim TuS Holzkirchen. Von 2019 bis 2022 spielte er mit dem TSV Grafing in der zweiten Bundesliga Süd. 2022 wechselte der Außenangreifer zum Erstligisten TSV Haching München. Mit Haching schied er in der Saison 2022/23 im DVV-Pokal-Achtelfinale aus und schied als Achter der Bundesliga-Hauptrunde im Playoff-Viertelfinale aus. 2023/24 gab es erneut das Achtelfinal-Aus im DVV-Pokal und Haching wurde Elfter in der Bundesliga.

## Privates
Krenkel erlangte sein Abitur 2019 am Gymnasium Miesbach. In seiner Freizeit ist er passionierter Schafkopf-Spieler.